# 왜덕산
진도 왜덕산(珍島 倭德山)은 전라남도 진도군 고군면 내산리 산162번지에 있는 일본 수군의 묘지라고 알려진 유적이 있는 곳이다.

## 개요
이 묘역은 정유재란 중 명량대첩에서 이순신 장군이 이끌던 조선 수군에 패한 일본 수군의 시신이 조류에 의해 내산리 해안가로 떠내려오자 마을 주민들이 시신들을 수습하여 인근 야산에 매장한 것으로 알려져 있다. 주민들의 전언에 따르면 작은 분묘까지 포함해 당초 100여 기가 넘는 묘역이었으나 개간 등을 거치면서 현재 54기의 분묘만 남아 있다.